# Bundesstraße 469
Pour les articles homonymes, voir Route 469.
La Bundesstraße 469 est une Bundesstraße des Länder de Bavière et de Hesse.

## Géographie
la B 469 est l'artère principale du Bayerischer Untermain et le relie par l'itinéraire le plus court à Francfort et au reste de la région Rhin-Main. Elle doit faire face à des charges de trafic allant de 15 000 véhicules près de Kleinheubach à environ 45 000 véhicules par jour à Stockstadt am Main. Elle sert de connexion au réseau routier national avec les autoroutes Francfort-Wurtzbourg (A 3) et Aschaffenbourg-Gießen (A 45).

## Histoire
Depuis l'Antiquité, les principaux axes de transport de la région suivent le cours du Main. Les Romains construisent  des routes solides sur sa rive ouest, qui relient leurs camps le long du limes. Vers la fin du XVIIIe siècle, l'électorat de Mayence construit une chaussée dans la vallée occidentale du Main, qui s'étend principalement en ligne droite entre Seligenstadt, Stockstadt et Obernburg.
La B 469 est construite entre la jonction Stockstadt-Mülldeponie et Trennfurt-Süd de la même manière qu'une autoroute, en partie sous la forme d'un contournement sur de nouvelles routes, en partie en élargissant l'autoroute existante. La B 469 a deux chaussées séparées, chacune à deux voies, a des jonctions sans croisement avec des voies d'accélération et de décélération, mais à l'exception de la zone d'Obernburg, n'a pas d'accotements. La ligne droite d'environ neuf kilomètres entre Obernburg-Nord et Großostheim-Mitte est populairement connue sous le nom de Langes Handtuch. À l'origine, cependant, il s'agit de l'ancienne route entre Obernburg et Seligenstadt, qui relie aujourd'hui le nord de Großostheim-Mitte en tant que route de district AB 16.
Les sections au sud à deux voies de la B 469 sont reconstruites en 1994 (contournement de Wörth) et 1995 (contournement séparateur). Même avant 1975, la ligne à voie unique est étendue de Trennfurt à Amorbach, contournant toutes les villes.
Après l'approbation de la fermeture de la lacune entre Obernburg et Wörth le 23 août 2007, on s'attend à une nouvelle augmentation du volume de trafic sur l'ensemble du tronçon de la B 469. D'une part, on étudie si la capacité de la B 469 au sud de Trennfurt pourrait être augmentée en ajoutant une troisième voie, et des carrefours sans croisement sont également envisagés. D'autre part, des simulations de trafic en 2010 montrent que l'extension à quatre voies réclamée depuis longtemps par les politiques rendrait la B 469 trop attractive, notamment pour le trafic poids lourds en direction de Stuttgart.
La B 469 passait par Wörth et Trennfurt, depuis 1994 ces lieux sont contournés comme une autoroute. Une extension supplémentaire de la jonction de Miltenberg (St 2310-B 469) au sud et une extension comme la B 448 vers Offenbach étaient prévues. Cependant, ces plans qui devaient être renommés A 687 sont abandonnés.

## Tourisme
Sur toute sa longueur entre Amorbach et Mainhausen, la B 469 est accompagnée de la route allemande du limes. La Bocksbeutelstraße la suit également de Miltenberg à Großostheim. Entre Amorbach et Kleinheubach, la B 469 correspond à la Nibelungenstraße et à Obernburg elle croise la route allemande des vacances Alpes-Baltique.

## Source
- (de) Cet article est partiellement ou en totalité issu de l’article de Wikipédia en allemand intitulé « Bundesstraße 469 » (voir la liste des auteurs).